# St. Paulus (Lauffen am Neckar)

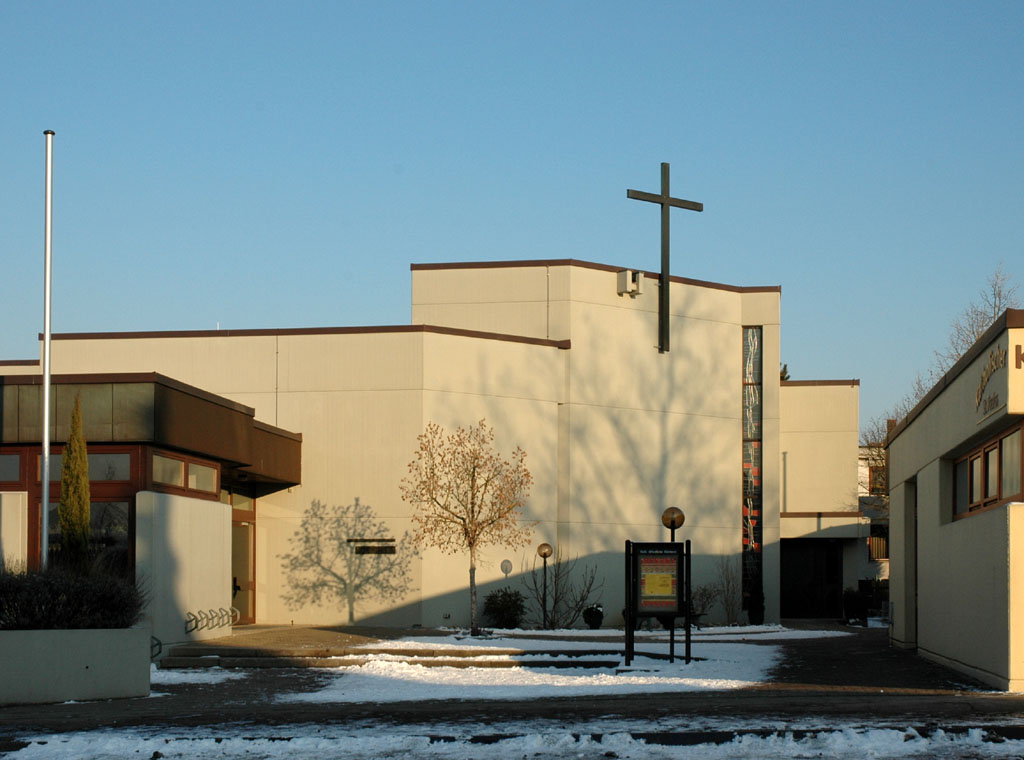
St. Paulus in Lauffen am Neckar

St. Paulus ist eine katholische Pfarrkirche mit zugehörigem Gemeindezentrum in Lauffen am Neckar im Landkreis Heilbronn in Baden-Württemberg. Das Pauluszentrum wurde 1975/76 nach Plänen von Karl Hans Neumann erbaut.

## Geschichte
Lauffen war nach der Reformation lange Zeit fast rein evangelisch. Eine katholische Gemeinde gibt es erst seit dem Zuzug zahlreicher katholischer Heimatvertriebener und Flüchtlinge nach dem Zweiten Weltkrieg.
Das Pauluszentrum wurde nach einem Architektenwettbewerb von 1973 in den Folgejahren erbaut und am 26. September 1976 eingeweiht. Die Kirchengemeinde stellte Anforderungen, die über einen reinen sakralen Nutzen des Gebäudes hinausgingen. Als Kirche in der Welt von heute wurde eine Dienstfunktion des Gebäudes für die Öffentlichkeit verlangt. Folglich gestaltete Architekt Karl Hans Neumann den Kirchenraum so, dass der Altarbereich mit den liturgischen Vorrichtungen durch eine flexible Wand abtrennbar ist und als Werktagskirche dient, während der restliche Kirchenraum für anderweitige Zwecke genutzt werden kann. Die künstlerische Ausgestaltung des Altarraumes schuf Gerhard Tagwerker, die Glasfenster der Kirche sind von Josef de Ponte. Im Jahr 2000 erhielt die Kirche eine Orgel. 2006 wurde die gesamte Anlage umfassend saniert. Da Altar und Ambo durch die jahrelange Nutzung in Mitleidenschaft gezogen waren, erhielt die Kirche dabei auch eine neue Ausstattung nach Entwürfen von Joachim Maria Hoppe.
Zur katholischen Pfarrei in Lauffen gehört als Filialkirche noch die Kirche St. Josef in Neckarwestheim. Die Gesamtgemeinde hat etwa 3.000 Mitglieder.

## Beschreibung
Die Pauluskirche hat einen polygonalen Grundriss. Der in Sichtbeton ausgeführte Baukörper ist von einer zweistufigen Flachdecke überspannt, wobei über dem Altarbereich nochmals ein kleiner höherer Bauteil mit einem Kreuz hervorragt. Der eigentliche Kirchenraum entspricht einem nach Norden geweiteten Achteck, mit einem nach Südwesten ausgerichteten Altarbereich. Nach Westen schließt sich ein hallenartiger, multifunktional nutzbarer Foyerbereich an, in dem Treppen zu den Gemeinderäumen im Untergeschoss führen. Die Orgel aus dem Jahr 2000 des örtlichen Orgelbauers Rensch verfügt über 19 Registern auf zwei Manualen und Pedal. 
Südwestlich der Kirche befindet sich das ähnlich polygonal gestaltete und ebenfalls flach gedeckte Pfarrhaus.